# Hardystonita
La hardystonita és un mineral de la classe dels sorosilicats, i dins d'aquesta pertany a l'anomenat "grup de la mel·lilita". Va ser descoberta l'any 1899 a Hardyston Township, un petit poble avui desaparegut dins del municipi de Franklin, a l'estat de Nova Jersey (EUA), sent nomenat així per aquella antiga localitat.

## Característiques químiques
Pertany al grup de la melilita dels sorosilicats de calci, i dins del grup és el mineral amb Zinc. Sovint es troba reemplaçat parcialment per esperita (Ca₃PbZn₄(SiO₄)₄).

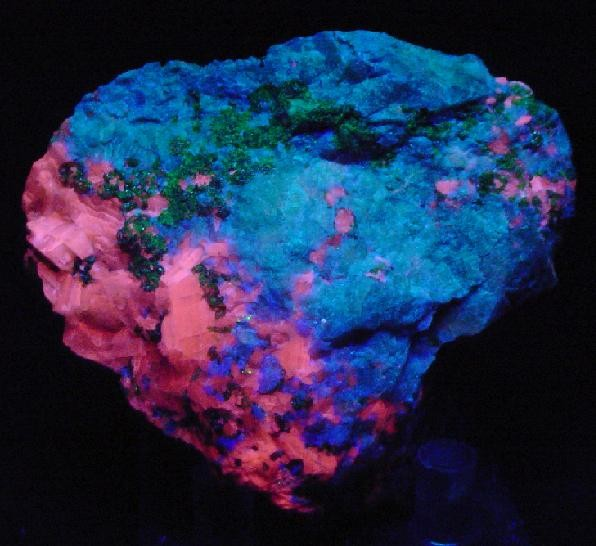
Fluorescència amb llum UV.

A més dels elements de la seva fórmula, sol portar com a impureses: alumini -la més freqüent-, ferro, manganès, plom, magnesi i sodi.

## Hàbit
A plena llum, la hardystonita natural és un mineral amb aspecte massiu gairebé impossible de distingir en ell un hàbit, que es podria confondre amb la calcita massiva, però que podem distingir d'aquesta per la falta de divisió dels seus cristalls -els de la calcita se separen de la massa amb més facilitat- i per un llustre lleugerament gras que no té la calcita.
Els cristalls són molt rars, i quan apareixen estan embeguts en una matriu de calcita o d'un altre material.

## Formació i jaciments
Apareix en jaciments de silicats amb minerals oxidats de ferro, manganès i zinc metamorfitzats, sobretot associat a altres minerals del zinc.
Sol trobar-se associat a altres minerals com: vesuvianita, apatita, franklinita, wil·lemita, rodonita, calcita o dolomita.